# Джунусов, Макай
Мака́й Джуну́сов (Жунусов) (15 декабря 1905, а. Каражар, Атбасарский уезд, Акмолинская область, Российская империя — 22 мая 1984, Алма-Ата, Казахская ССР, СССР) — советский партийный и государственный деятель, первый секретарь Актюбинского областного комитета ВКП(б) (1937—1938). Входил в состав особой тройки НКВД СССР.

## Биография
В 1924 г. — слушатель Петропавловских курсов по подготовке секретарь волостных исполнительных комитетов, в 1926—1927 гг. — слушатель Петропавловской губернской школы советского и партийного строительства, в 1932 г. — слушатель Московских курсов партийного актива железнодорожного транспорта.
- 1924 г. — делопроизводитель прокуратуры Петропавловского уезда,
- 1924—1925 гг. — инструктор Петропавловского уездного комитета ВЛКСМ, ответственный секретарь Бейнеткорского волостного бюро ВЛКСМ,
- 1925—1926 гг. — инструктор Петропавловского уездного комитета ВЛКСМ,
- 1927—1928 гг. — ответственный секретарь Акмолинского уездного комитета ВЛКСМ,
- 1928 г. — заведующий организационным отделом Петропавловского губернского комитета ВЛКСМ,
- 1928—1929 гг. — заведующий организационным отделом Петропавловского окружного комитета ВЛКСМ,
- 1929—1930 гг. — заведующий организационным отделом Казакского краевого комитета ВЛКСМ
- 1930—1932 гг. — секретарь коллектива ВКП(б) ст. Чуй, Мирзоян,
- 1932—1934 гг. — партийный организатор ЦК ВКП(б) Акмолинского района Омской железной дороги,
- 1934—1936 гг. — инструктор политического отдела Туркестано-Сибирской железной дороги,
- 1936—1937 гг. — начальник политического отдела Аягузского отделения железной дороги,
- 1937—1938 гг. — первый секретарь Актюбинского областного комитета КП(б) Казахстана. Этот период отмечен вхождением в состав особой тройки, созданной по приказу НКВД СССР от 30.07.1937 № 00447[1] и активным участием в сталинских репрессиях[2].

В июне 1938 г. был арестован, в октябре 1940 г. осуждён к 8 годам лишения свободы. В декабре 1946 г. — освобождён.
В 1946—1948 гг. — на Туркестано-Сибирской железной дороге. В 1948 г. вновь арестован, в апреле 1949 г. был осуждён к ссылке в д. Яковлево (Красноярский край). В ноябре 1954 г. — освобождён.
- 1955—1956 гг. — заместитель начальника Лепсинской дистанции пути по политической части,
- 1956—1960 гг. — заместитель начальника, секретарь комитета КП Казахстана строительного управления № 211 треста «Казахтрансстрой»,
- 1960—1972 гг. — заместитель директора, секретарь организации КП Казахстана завода железо-бетонных изделий № 3.

С 1972 г. на пенсии.